# XVII. Reserve-Korps (Deutsches Kaiserreich)
Das XVII. Reserve-Korps war ein Großverband der Armee des Deutschen Kaiserreiches, das anfangs auch als Korps Graudenz oder Korps Zastrow bezeichnet wurde. Es ging im Generalkommando z. b. V. Nr. 67 auf.

## Gliederung
Das Korps entstand bei Kriegsbeginn aus Truppen der Festung Graudenz und wie folgt gegliedert:
- Division Wernitz
- Division Breugel

## Geschichte
General der Artillerie Ernst von Zastrow wurde am 12. September 1914 erster Kommandeur des im Raum Graudenz aufgestellten Korps Zastrow der Preußischen Armee, das sich an der Drewenz konzentrierte. Am 21. Juli 1915 wurde aus dem Korps Zastrow schließlich das XVII. Reserve-Korps gebildet.
Das Korps deckte während der zweiten Schlacht von Przasnysz (13. bis 15. Juli 1915) den rechten Flügel der Armeegruppe Gallwitz, die später in 12. Armee umbenannt wurde. Nach dem Durchbruch der Armeegruppe Gallwitz über den Narew ging die Gruppe Suren mit der 14. und 85. Landwehr-Division bis zum 15. Juli zum Lydynia-Abschnitt vor.
Mitte Juli 1915 wurde das XVII. Reservekorps, das Korps Dickhuth (Hauptreserve Thorn) und mehrere Landwehr-Brigaden  gegen die Festung Nowogeorgiewsk angesetzt. Am 20. Juli 1915 übernahm der Kommandierende General des III. Reserve-Korps den Oberbefehl über die dafür bestimmte Armeegruppe Beseler. Dem XVII. Reserve-Korps unter Generalleutnant Surén waren dabei die 85. Landwehr-Division und die sächsische Brigade Pfeil unterstellt, es  übernahm die Zernierung der Nordwestfront und schob sich zwischen Płońsk und Ciechanów zur Festung vor. Zu Beginn der Belagerung befanden sich etwa 90.000 Soldaten (russisches Generalkommando XXVII. Korps) unter dem Festungskommandanten Nikolai Pawlowitsch Bobyr mit 1600 Geschützen in der Festung. Am 13. August begann nach einer mehrstündigen Artillerievorbereitung gegen die Außenwerke. Am Abend des 20. August 1915 befand sich die Festung vollständig im Besitz der deutschen Truppen.
Generalleutnant Reinhard von Scheffer-Boyadel wurde am 3. September 1916 als Nachfolger Suréns zum Kommandierenden General des XVII. Reserve-Korps berufen, das jetzt im Verband der 9. Armee stand. Im Raum Nowogrodek eingesetzt, waren dem Korps dabei die 5. und 49. Reserve-Division, sowie die 84. Infanterie-Division unterstellt.

### Armeeabteilung Scheffer
Am 9. Oktober 1916 war die 12. Armee aufgelöst worden, aus dem Kommando des XVII. Reserve-Korps wurde die Armeeabteilung Scheffer gebildet, welche jetzt im Raum Lida den alten Frontabschnitt des AOK 12 übernahm. Das neu aufgestellte Generalkommando 57 (Gruppe Frommel) am linken Flügel des XVII. Reserve-Korps eingeschoben, verlängerte die Front nach Norden bis Krewo. Im April 1917 kam das Generalkommando 66 am rechten Flügel der Armeeabteilung Scheffer dazu, die „Gruppe Held“ übernahm die Führung am südlichen Flügel im Raum Nowogrodek.
Mitte September 1917 erfolgte die Auflösung der Armeeabteilung Scheffer, der Stab der Armeeabteilung Scheffer wurde zur Bildung des AOK 14 verwendet. Der Frontabschnitt der Armeeabteilung wurde folgend „Abschnitt Lida“ genannt. In letzteren Abschnitt führte jetzt des neu gegründete Generalkommandos z. b. V. Nr. 67, das wiederum aus dem Stab des XVII. Reserve-Korps hervorging und der 10. Armee unterstellt wurde.

## Kommandierender General
| Dienstgrad             | Name                          | Datum                                     |
| ---------------------- | ----------------------------- | ----------------------------------------- |
| General der Artillerie | Ernst von Zastrow             | 12. September 1914 bis 24. September 1915 |
| Generalleutnant        | Karl Surén                    | 25. September 1915 bis 2. September 1916  |
| Generalleutnant        | Reinhard von Scheffer-Boyadel | 03. September 1916 bis 17. September 1917 |